# Hythe (Alberta)
Hythe è un villaggio del Canada, situato nella regione settentrionale dell'Alberta.